# Kerny István
Kerny István (született: Kerni István Vilmos) (Szeged, 1879. augusztus 25. – Budapest, 1963. június 13.) magyar fotóművész, postaműszaki igazgató.

## Életpályája
Szülei: Kerni István és Rózsa Julianna voltak. 1893-tól fényképezett; szakkönyvekből és Gévay Béla fényképésztől tanult. 1897-ben érettségizett. 1897–1937 között postai hivatalnokként dolgozott. 1902-től a fotómechanikai sokszorosító eljárásokkal kezdett foglalkozni. 1907–1962 között 100 kiállítása volt, ahol 26 díjat nyert. 1908-tól Budapesten lakott. 1909-től a posta műszaki osztályán a hálózatépítő részleg tervezője, majd posta-műszakiigazgatóként dolgozott. 1920-ban a MAOSZ tagja, 1927–1928 között főtitkára, 1932-től alelnöke volt. 1920–1923 között a Nemzeti Sport és a Színházi Élet külső munkatársaként dolgozott. Az 1920-as években Balogh Rudolffal, Kankowszky Ervinnel együtt népi életképeket, népviseleteket, falvakat fotóztak. 1957-ben a Magyar Fotóművészek Szövetsége, a múzeumi bizottság tagja volt.

### Munkássága
Fiatal korától kezdve fényképezett, gépeit maga készítette. Foglalkozott a negatív-pozitív eljárásokkal, valamint az ún. nemes eljárások elméletével és gyakorlatával és a fényképezés ipari alkalmazásaival. Elsősorban a hazai tájak, a nép élete és szokásai foglalkoztatták. Képeinek nagy szerepe volt a fényképezés ún. „magyar stílus”-ának megteremtésében. Előadásaival, szakcikkeivel a fényképezés népszerűsítését akarta elérni. Művészi és irodalmi munkásságát nagyra becsülték. Számos díjat és kitüntetést kapott, a Nièpce-Daguerre emlékérem tulajdonosa. A Fotolexikon (1963) munkatársa volt.
1914-től az Érdekes Újságban, az Új Időkben, a Fotóművészeti Hírekben, a Fotóművészetben, a Fotóéletben, a London Newsban, a Die Wochéban, a Das Magazinban, a National Geographicban jelentek meg képei.

## Magánélete
1905-ben Szegeden házasságot kötött Kerner Gizellával.
Sírja az Óbudai temetőben található (7-I-96).